# Moulin des Scellés
Le Moulin des Scellés, situé à Lardy (département français de l'Essonne), est un bâtiment du XVe siècle-XVIe siècle inscrit au titre des monuments historiques en 1926.

## Localisation
L'édifice est situé à Lardy, lieudit Les Bourbiers.

## Historique
L'édifice est daté des XVe siècle-XVIe siècle.
Depuis un arrêté du 8 juin 1926, l'édifice est inscrit au titre des monuments historiques.
Il est réputé disparu.

## Description
La tour carrée faisait l'objet de la protection.